# Тукташ, Илья Семёнович
Тукта́ш Илья́ Семёнович (настоящая фамилия — Семёнов; 29 июля 1907, деревня Большие Токташи Аликовского района Чувашской республики — 20 января 1957, Чебоксары) — чувашский поэт, прозаик, переводчик, фольклорист. С 1934 года член Союза писателей СССР. Работал главным редактором журнала «Тӑван Атӑл», председателем Союза писателей Чувашии.

## Биография

### Трудовая деятельность
Учился в Большетукташской начальной и Красночетайской восьмилетней школах. Пятнадцатилетним подростком принимал активное участие в молодёжном движении. 1925 году становится секретарем комитета комсомола Аликовской волости.
В 1926—1928 годах И. Тукташ учился в Чебоксарской совпартшколе. Затем работал в редакциях газеты «Çамрăк хресчен» (Молодой крестьянин) и журнала «Хатĕр пул» (Будь готов). 1930—1932 годах ответственный секретарь газеты «Колхозник» в городе Самара.
Илья Семёнович совместно с Метри Исаевым, И.В. Викторовым и В.З. Ивановым-Пайменом приложил много усилий в издании альманаха «Вăтам Атӑл» (Средняя Волга). Позже трудился в Чувашском книжном издательстве, Чувашском научно-исследовательском институте.
В 1942—1944 годах — военный корреспондент на фронтах Великой Отечественной войны. После возвращения с фронта был избран Председателем Правления Чувашского Союза писателей.
С фронта он вернулся больным туберкулёзом лёгких. Вылечиться И. Тукташу не удалось, скончался литератор 20 января 1957 года.

### Творческая деятельность
Свою литературную деятельность И. Тукташ начал в 1927—1928 годах. В 1930 году выпустил первый сборник стихов совместно с поэтами Н. Янгасом и М. Уйпом. Илья Тукташ творил в жанре лирической поэзии. Его произведения «Шур кăвакарчăн» (Белый голубь), «Ӳс, çĕршыв, хăватлан» (Расти, страна, окрепни), «Тӑван çĕршыв» (Родной край) золотыми нитями вписаны в сокровищницу чувашской литературы. Гимном Чувашской Республики стала песня, написанная композитором Германом Лебедевым на стихи Ильи Тукташа «Тӑван çĕршыв» (Родной край).
Из-под пера Ильи Тукташа также вышли рассказы и повесть. Мастер достиг успехов и в литературных переводах: перевёл на чувашский язык некоторые главы романов М. Шолохова «Поднятая целина» (Уçнă çерем), «Тихий Дон» (Лăпкă Дон), произведения М. Горького «Девушка и смерть» (Хĕрпе вилĕм), «Песня о соколе» (Кăйкăр çинчен хунă юрă), сонеты В. Шекспира, стихи А. Навои, В. Лебедева-Кумача, С. Алымова.
Много работал, собирая фольклор. Подготовленный Ильёй Семёновичем материал устного народного творчества увидел свет в его труде «Чăваш фольклорĕ» (Чувашский фольклор), изданного в 1941, 1949 годах.

## Значимые публикации
- «Сăвăсем» (Стихи) (совместно с М. Уйпом и Н. Янгасом, 1930);
- «Пĕрремĕш çĕнтерӳ» (Первая победа) (1932);
- «Октябрь»;
- «Вăкăр çырми» (Бычий лог) (1933);
- «Чечек çыххи» (Букет) (1939);
- «Павел Лаптев» (1944);
- «Çĕр хуçисем» (Хозяева земли) (1954);
- «Сăвăсемпе юрăсем» (Стихи и песни) (1958).

## Память
- Похоронен на мемориальном кладбище города Чебоксары[4].
- Литературный музей имени И.С. Тукташа, Большие Токташи.
- Литературный уголок И.С. Тукташа в Аликовском литературно-историческом музее, Аликово.
- В Ленинском районе Чебоксар именем И.С. Тукташа названа одна из улиц (1990)[5].